# Station Menston
Menston is een spoorwegstation van National Rail in Menston, Bradford in Engeland. Het station is eigendom van Network Rail en wordt beheerd door Northern Rail. 